# Syllides caribica
Syllides caribica är en ringmaskart som beskrevs av Licher 1996. Syllides caribica ingår i släktet Syllides och familjen Syllidae. Inga underarter finns listade i Catalogue of Life.